# Al-Uruba (Afrin)
Al-Uruba (arab. العروبة) – wieś w Syrii, w muhafazie muhafazie Aleppo. W 2004 roku liczyła 58 mieszkańców.